# Semjon Lwowitsch Farada

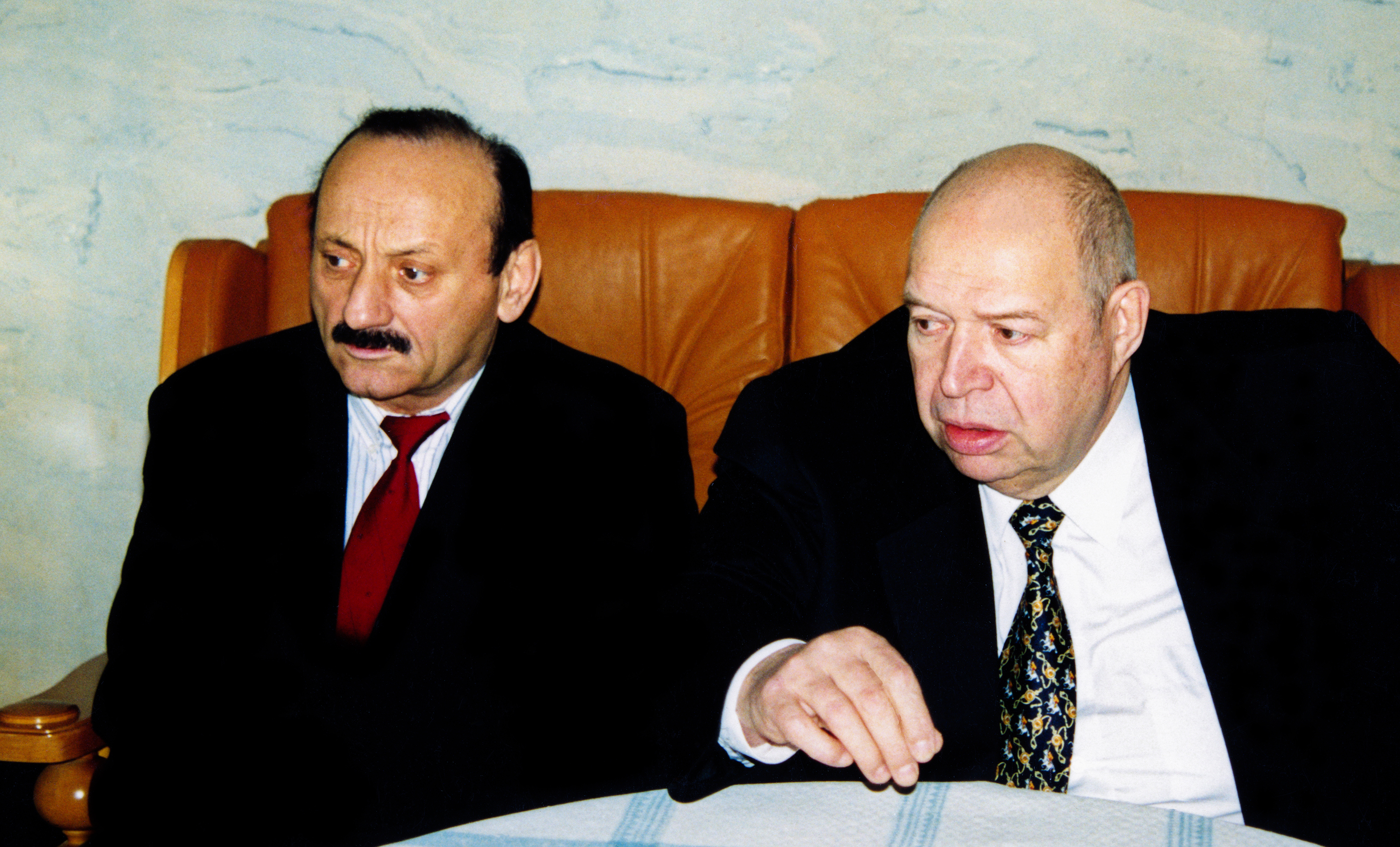
Semjon Lwowitsch Farada (links) und Valery Shumakov, Moskau (1999)

Semjon Lwowitsch Farada (russisch Семён Львович Фарада; eigentlich Semjon Lwowitsch Ferdman, russ.: Семён Львович Фердман; * 31. Dezember 1933 in Moskau; † 20. August 2009 ebenda) war ein sowjetischer bzw. russischer Schauspieler und Synchronsprecher.
Farada arbeitete zunächst als Maschinenbauer und trat in Amateurtheatern auf. Sein Filmdebüt erfolgte 1967 im Alter von 33 Jahren; über 70 weitere Filme folgten. Auf der Bühne war er über 30 Jahre lang im Moskauer Taganka-Theater zu sehen, wo er Erfolge als Hamlet und in Der Meister und Margarita feierte. Seine Filme umfassten abenteuerliche wie ernste Stoffe, darunter 1980 Die Garage, und machten ihn zu einem angesehenen Schauspieler. Neben den Aktivitäten auf der Bühne und vor der Kamera war er auch als Synchronsprecher, v. a. für Animationsfilme, tätig.
Nach einem Hirnschlag im Jahre 2000 war er gezwungen, sich zurückzuziehen. Farada war mit der Schauspielerin Marina Polizeimako verheiratet; ihr gemeinsamer Sohn Michail Polizeimako ist ebenfalls als Schauspieler tätig.